# Олександрівка (Валківська міська громада)
Олекса́ндрівка — село в Україні, у Валківській міській громаді Богодухівського району Харківської області. Населення становить 682 осіб. До 2020 орган місцевого самоврядування — Олександрівська сільська рада.

## Географія
Село Олександрівка знаходиться на початку балки Савранка, у якій бере початок річка Чутівка. На річці зроблено кілька загат. До села примикає великий садовий масив ~ 1250 га. За 6 км на північ від села проходить автомобільна дорога М03 (E40), за 15 км на південний схід — М18 (E105).

## Назва
Засноване як хутір Базилевський в 1861 р. і в 1910 р. перейменоване в село Олександрівка.

## Історія
Під час організованого радянською владою Голодомору 1932—1933 років помер щонайменше 101 житель села.
12 червня 2020 року, розпорядженням Кабінету Міністрів України № 725-р «Про визначення адміністративних центрів та затвердження територій територіальних громад Харківської області», увійшло до складу Валківської міської громади.
17 липня 2020 року, в результаті адміністративно-територіальної реформи та ліквідації Валківського району, село увійшло до складу Богодухівського району.

## Відомі люди
- Осман Сергій Вікторович (нар. 1986)  — український волонтер, керівник пошуково-рятувального загону "Мілена", програміст.

## Постаті
- Джураєв Олександр Васильович (1993—2024) — солдат Збройних сил України, учасник російсько-української війни.